# Heterachthes fascinatus
Heterachthes fascinatus là một loài bọ cánh cứng trong họ Cerambycidae.